# Illa Martin
Illa Martin (født Sybilla Kesselburg; 25. februar 1900 – 6. august 1988) var en tysk dendrolog, botaniker, miljøforkæmper og tandlæge.

## Liv
Illa Martin var datter af en bryggeriejer i Viersen. Hun studerede odontologi i Bonn, Würzburg og Freiburg, og giftede sig i 1935 med tandlæge Ernst J. Martin, med hvem hun delte en praksis i Kaldenkirchen.
Da hun forlod hjemmet havde hun allerede botanisk viden og interesse. Både hun og hendes mand begyndte at forfølge deres passion for dendrology under Anden Verdenskrig. I 1947 påbegyndte hendes mand genplantningen af Kaldenkirchener skovgrænse.
I 1951, grundlagde parret Sequoiafarm Kaldenkirchen ved hjælp af Sequoiadendron giganteum frø der blev sendt fra USA. I 1953, med støtte fra den tyske Research Foundation 1500 for to år kopier af de Gigantiske Sequoia træ ved siden coastal redwoods vedligeholdes Sequoia sempervirens og andre arter. Et af forskningsmålene var at undersøge mulighederne for introduktion af disse træer i den tyske skovbrug. Illa Martin forsøgte at gøre skovbundens flora tilsvarende divers indeholdende for eksempel, den amerikanske vilde ingefær Asarum caudatum. I dag er Sequoiafarm er et berømt arboret med over 600 træarter og Sequoia sempervirens lunden, stadig samme størrelse som i 1953, er sammen med de nationale Sequoia sempervirens besiddelser et af de få større redwood områder nord for Alperne.
Efter hendes mands død i 1967 indså Illa Martin at at det økonomisk ikke var muligt at fortsætte med at drive Sequoiafarm  og solgte derfor ejendommen i slutningen af 1969 med bygninger ved College of Education Rheinland (nu University of Cologne). Området er nu ejet af Nettetal city work. Hun helligede sig derefter helt til dendrologisk forskning, skrev tre monografier om træforskning og rapporterede om mange områder af naturbeskyttelse. Hun var medlem af Tysk Dendrologisk Forening, gav kurser på Sequoiafarm, og var i mange år var fast medlem af rådet for International Dendrology Society (London).
Som botaniker i Nedre Rhin-flora opdagede Illa Martin Hypnum imponens, som kun forekommer i de skiftende sandklitter i det tysk-hollandske grænseområde i den Nedre Rhin-Gulds heder, som blev erklæret et naturreservat i 1986. En opdaget form af hjemmehørende vilde jordbær med hvid frugt er opført som Fragaria vesca 'Illa Martin'. I 1983 blev en vandresti "Dr. Martin Weg" opkaldt efter parret i byen Nettetal.
Parret fik to sønner og en datter, herunder forfatter og sangskriver Erik Martin og juridisk ekspert Helge Breloer.

## Publikationer
Ud over talrige tidsskriftartikler udgav Illa Martin også tre omfattende monografier:
- Formering og dyrkning af Nothofagus i Tyskland.  I: Volumen 70, pp. 147-166. Ulmer. Stuttgart 1978, ISBN 3-8001-8302-1
- Genindførelsen af sequoia (Sequoiadendron giganteum) i det tyske skovbrug.  I: Volumen 75, pp. 57-75. Ulmer. Stuttgart 1984, ISBN 3-8001-8308-0
- Coastal redwood (Sequoia sempervirens), og dens dyrkning i Tyskland.  I: Volumen 77, pp. 57-104. Ulmer. Stuttgart 1987, ISBN 3-8001-8310-2

## Priser
- 1980 Albert Steeger badge
- 1981 Federal Tværs af Fortjeneste[6]
- 1981 Jubilee Medal (Horst Köhler Memorial award) fra det Tyske haveselskab